# 비즈니스 모델 캔버스

비즈니스 모델 캔버스: 8개의 비즈니스 모델 빌딩 블록

비즈니스 모델 캔버스(Business Model Canvas)는 새로운 사업 모형을 개발하고 기존의 모형을 문서화하기 위해 사용하는 경영전략 템플릿이다. 기업이나 제품의 밸류 프로포지션, 인프라스트럭처, 고객, 재정의 시각적 차트를 제공하며 잠재적인 트레이드오프를 묘사함으로써 사업체들이 자신들의 활동을 조정할 수 있도록 돕는다.

## 같이 보기
- 사업계획서